# Трофименко Павло Олександрович
Павло́ Олекса́ндрович Трофи́менко (1859 — 6 квітня 1917) — земський діяч, депутат Державної думи II скликання від Чернігівської губернії.

## Біографія
Українець. Дворянин. Батько Олександр Герасимович Трофименко служив мировим суддею Глухівського повіту Чернігівської губернії. Закінчив Глухівську прогімназію. У другій половині 1870-х років навчався два роки в Харківському ветеринарному інституті. Але за участь у студентських заворушеннях в листопаді 1878 року потрапив до інститутського суду. Інститутський суд виключив Трофименка як «того, хто опинився головним призвідником і двигуном заворушень, а також вирізнявся своєю вкрай поганою поведінкою і зіпсованою моральністю» з позбавленням назавжди права вступати до вищих навчальних закладів.
Близько 15 вересня 1879 року на вимогу начальника Чернігівського жандармського управління обшуканий у Глухові разом з братом. Обшук був наслідком доносу про приналежність братів П. О. і М. О. Трофименків до таємного гуртка, організованого влітку того ж року у Глухові. У 1880 виїхав до Москви для складання іспитів в університет. У липні 1881 року жив в селі Батіщево Дорогобузького повіту Смоленської губернії у О. М. Енгельгардта.
Закінчив Петровську землеробську і лісову академію. Був гласним, потім служив головою земської управи. У 1905 році заарештований і поміщений в Кролевецьку в'язницю. На час виборів до Державної Думи залишався безпартійним, але був близький до партії «Народної волі». Займався сільським господарством на власній землі площею 700 десятин.
7 лютого 1907 обраний у Державну думу II скликання від Чернігівської губернії. Увійшов до складу Конституційно-демократичної фракції.

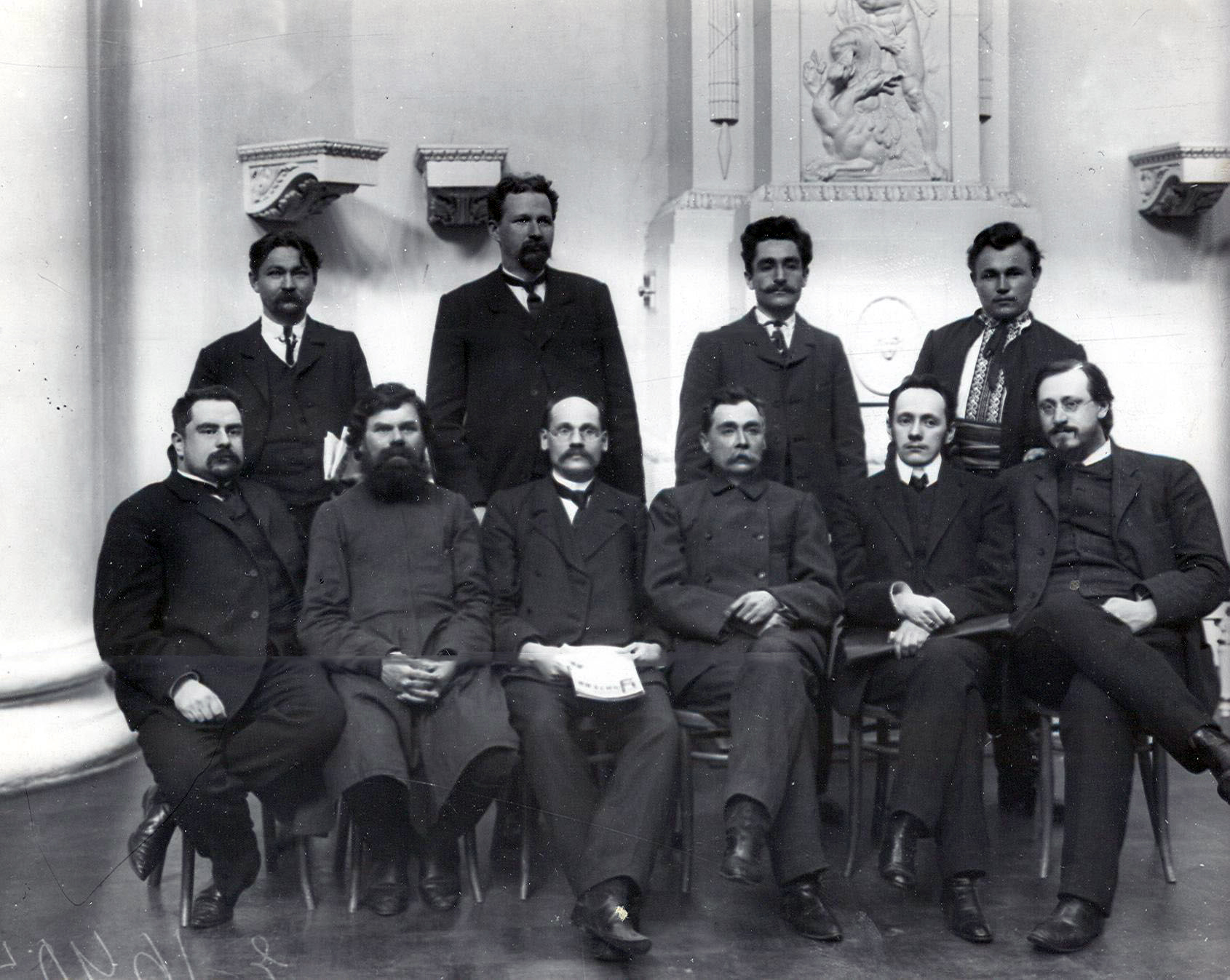
Члени Державної Думи II скликання від Чернігівської губернії. Стоять: Нечипір Дементьев, Микола Рубісов, Пилип Приходько, Василь Хвіст; сидять: Петро Юренєв, Тимофій Веремієнко, Антін Лосік, Павло Трофименко, Михайло Іскрицький, Василь Вовк-Карачевський

Деталі подальшої долі невідомі.

## Родина
Брат — Михайло, в 1871 році закінчив Новгород-Сіверську гімназію. В середині 1870-х років — студент Петербурзького університету. У 1875 році жив у Петербурзі разом зі своїм товаришем по гімназії М. І. Кібальчичем; був разом з ним обшуканий. Близько 15 вересня 1879 року у Глухові знову був обшуканий за розпорядженням начальника Чернігівського губернського жандармського управління, заснованому на доносі про те, що він бере участь разом з братом у таємному гуртку, організованому у Глухові влітку того ж 1879 року.